# Okręt bezsterny (cykl Jerzego Żuławskiego)
Okręt bezsterny – cykl sonetów młodopolskiego poety Jerzego Żuławskiego z 1899. Składa się z czterech utworów. Zdaniem Anny Czabanowskiej-Wróbel cykl przy użyciu metaforyki akwatycznej (czyli wodnej) opowiada o przemianach filozofii europejskiej do czasu przełomu kartezjańskiego i w epoce późniejszej. Sonety zostały napisane jedenastozgłoskowcem.
Długo myśl ludzka szła, jak błędna nawa,
po morzu zjawisk, z fal na nowe fale
wiatrem rzucana, w ciszy smutna, w szale
burz słaniająca się, od błysków krwawa.
A często prując zmienne wód opale,
dążyła w stronę, kędy słońce wstawa,
lecz zawracała z drogi, drżąc, że dawa
swe lotne skrzydła innych wiatrów strzale.
Czasem po drodze prawdy jej błyskały,
jakby dalekie, słoneczne wybrzeża;
ona — bezsterna — patrząc w nie, uderza
piersią o twarde, w wodzie skryte skały
i znów strącona z drogi, dalej pędzi
senna i z raną na piersi łabędziej.